# Hailie Sahar
Hailie Sahar, née en 1988, est une artiste, activiste et actrice américaine. Elle est révélée par son rôle de Lulu Abundance, cofondatrice de la « House of Ferocity » dans la série télévisée Pose.

## Jeunesse
Le père de Sahar était prédicateur dans une église baptiste et elle a grandi dans un foyer religieux à Los Angeles. Sahar a cinq frères. Enfant, elle danse pour l'équipe WNBA de Los Angeles, les Sparks. Elle commence dans la scène du ball de Los Angeles et à 18 ans, devient la plus jeune membre de la communauté en fondant sa propre maison, « House of Rodale ». Plus tard, elle devient membre de la « House of Allure ». Elle se décrit comme une femme trans.

## Carrière
Sahar a décroché son premier rôle à l'écran dans le film Leave It on the Floor en 2011. Elle est également choisie pour jouer des personnages mineurs dans les séries télévisées Mr. Robot et Transparent. Elle joue dans la production Off-Broadway de Charm,.
Sahar joue Lulu dans le cadre du casting principal de Pose, une série télévisée FX qui a débuté en 2018.
En 2019, Sahar a commencé à jouer le personnage récurrent de Jazmin dans l'émission de télévision Freeform Good Trouble.

## Filmographie

### Film
| Année | Titre                 | Rôle         | Remarques |
| ----- | --------------------- | ------------ | --------- |
| 2011  | Leave It on the Floor | La caissière |           |

### Séries
| Année        | Titre        | Rôle            | Remarques      |
| ------------ | ------------ | --------------- | -------------- |
| 2016         | Transparent  | Adriana         | Épisode Elizah |
| 2017         | M. Robot     | Dame de la nuit | 2 épisodes     |
| 2018-présent | Pose         | Lulu            | Rôle principal |
| 2019-présent | Bon problème | Jazmin          | 3 épisodes     |

## Prix
- Gagnante du concours Queen USA 2015.